# 토라도라!
《토라도라!》(일본어: とらドラ! 도라도라[*])는 타케미야 유유코가 쓰고 야스가 일러스트를 맡은 일본의 라이트 노벨이다. 전격 문고(아스키 미디어 웍스)를 통하여 2006년 3월부터 2010년 4월까지 간행되었다. 대한민국에서는 학산문화사(익스트림 노벨)를 통해 출판되었다.
제목 《토라도라!》는 두 주인공인 아이사카 타이가의 별명인 '호랑이(토라)'와 타카스 류지의 한자인 '용(竜.도라곤)'에서 가져온 조어이다.
2006년 2월, 스핀 오프인 〈행복의 미니 타이거 전설〉이, 본편에 선구하는 형태로 《전격hp》에 게재되어, 같은 해 3월에 본편 1권째에 해당하는 《토라도라!》가 전격 문고에서 간행되었다. 이후 본편은 전격 문고에서 새로 써서 간행 , 스핀오프는 《전격hp》, 《전격 문고 MAGAZINE》 등에 수시로 게재하는 형태로 2010년 현재도 작품 발표가 이어지고 있다. 본편은 2009년 3월 10일 발매의 10권으로 종료했지만, 10권 이후로 단편의 예정이 있는 것이 말해지고 있다. 담당 편집자는 애니메이션의 프로듀서에도 이름을 올리는 유아사 타카아키다.
2017년 10월 시점에서 시리즈 누계 발행 부수는 500만 부를 기록했다. 《이 라이트 노벨이 대단해!》 작품 부문에서 2007년판에서 6위, 2008년판에서 4위, 2009년판에서 2위, 2010년판에서 4위에 랭크인된 것 외에도, 2007년에는 라이트 노벨 어워드에서 러브 코미디 부문상을 수상했다. 2007년 7월에 만화화, 2008년 9월에 인터넷 라디오화, 같은 해 10월에 텔레비전 애니메이션화되었다. 또한 드라마 CD와 비디오 게임도 발매되었다.

## 줄거리

### 간편
눈매가 날카로워 불량아로 보이는 것에 고민하는 타카스 류지. 작은 체격이지만 난폭하고 위압적인 폭군소녀 아이사카 타이가. 우연한 사건으로 류지와 타이가 서로가 상대방의 절친을 좋아하고 있다는 사실을 알게되고 서로의 연애를 돕게되면서 일어나는 해프닝.

### 상세
1화
방과 후, 타이가는 키타무라의 가방에 러브레터를 넣으려 하지만, 실수로 류지의 가방에 넣어 버리고 만다. 러브레터의 존재가 알려졌다고 생각한 타이가는 목도를 들고 류지의 집을 습격 하고. 자신이 러브레터의 내용물을 넣는것을 깜빡했다는 사실을 알게된다, 류지는 키타무라에게 러브레터를 보내려던 사실을 들켜 부끄러워 하고있는 타이가에게 러브레터는 창피한게 아니라며 그 동안 자신이 써왔던 여친이 생기면 해줄 것들, 사랑하는 사람에게 바치는 시 등을 보여주었고 타이가는 그 내용중 일부분인 "미노리님에게"라는 문장을 보고 류지가 미노리를 좋아한다는 사실을 알게 되었다. 하지만 그렇게까지 해줫는데도 타이가는 류지를 믿을 수 없다며 돌아가지 않겠다고 고집을부리더니 뜬금없이 "저기 러브레터 같은건 어떻게 생각해?" 라며 연애상담을 한다 일단 타이가를 집에 보내야겠다고 생각한 류지는 연애상담이라면 언제든지 해줄테니 제발 집에 돌아가달라고 부탁하게 되고 그렇게 류지는 타이가의 개(노예)가 된다.. 그리고 다음날 아침 타이가의 협박전화(!?)에 배란다로 나오게 된 류지는 어제 타이가가 어떻게 자신의 집안에 침입했는지 알게된다.. 바로 맞은편 맨션에 사는 주민이 타이가였던 것이다.. 그리고 당장오라는 타이가의 협박에 영양밥을 완성해야 된다고 10분만 기다려 달라고 간청한다, 그런데 그상황에서 꼬르륵 거리는 타이가의 뱃소리를 듣고는 "너도 먹을래?" 라고 말하게 되고 결국 영양밥을 들고 타이가의 집에 가게된다. 그리고 타이가의 집안풍경(흡사 산업폐기물처리장)을 보게 되는데.. 차마 그 광경을 견딜 수 없었던 류지는 자기멋대로 타이가의 집안을 청소하게 되고 마는데.. 어쩌다보니 청소고 밥이고 다해주게 된 류지는 이일을 계기로 연예사업 노예 뿐만이 아니라 가사노예도 동반하게 된다... (불쌍한 노예인생... 아아..)
2화
학교로가는 등교길 타이가와 류지는 저번일을 계기로 같이 등교하게 되었다 그러던 도중 미노리와 만나게 되는데 미노리는 타이가와 류지가 투샷등교를 하는 사이인줄 몰랏다며 충격에 휩싸이고 타이가와 류지는 그저 가는길이 같아서 우연히 마주친것뿐이라며 둘러댄다. 그리고 미노리와 타이가가 류지만 빼놓고 둘이서 같이가려고 하는데(아니 이왕 만났으면 그냥 셋이서 같이가라고.. 류지는 왕따냐..)그때 타이가가 니가 미노리와 잘되고 싶다면 나와 키타무라를 잘이어달라는 의미심장한 눈초리를 보낸다 어쨋든 그후로도 저번일을 계기로 타이가의 연예사업 노예 겸 가사노예가 된 류지는 타이가의 연예사업을 돕기위해 계속 타이가의 주위에서 있게돼서 타이가의 평소 모습을 자주 보게 되는데 타이가의 평소 모습을 보고는 폭꾼에 덜렁이인 주제에 바보같이 열씸히인건 분명해서 도와주고 싶은맘이 든다고 생각하게 된다. 그렇게 둘이서 계속 붙어다니던 도중 반에서 타이가와 류지가 사귄다는 소문이 돌기 시작하고 타이가는 자신이 류지에게 연애사업을 도와달라는 제안을 해서 사귄다는 소문이 돌게되고 그로인해서 미노리가 류지와 자신이 사귀고 있다고 착각하는 상황이 됐다고 생각해서 류지에게 사과하게 된다. 그러던 도중 타이가는 류지의 집이 지내기 좋았다고 말하며 자신이 부모랑 사이가 안좋아서 따로 독립하게 되었다고 고백하게 된다. 그리고 같이 집에 돌아가던길에 타이가는 내일 키타무라에게 고백을 할거라고 말하며 이대로 소문이 더커지면 서로에게 좋을것이 없다고 판단했는지 내일부터 우리는 집이 옆집인 동급생일 뿐이라며 못을 박아버린다. 류지는 타이가의 말을 듣고 그동안 타이가를 도아주면서 정도들었고 물론 같은 사정은 아니지만 어떻게 보면 비슷한 종류의 가정형편을 가진 동반자가 생겼다는 생각도 있었는지 기운이 빠져버린다. 다음날 타이가는 등교하자마자 반친구들에게 나와 류지는 아무사이도 아니야 그리고 류지는 양아치가 아니야 라며 교실을 엎퍼 버린다. 류지는 타카무라에게 고백한다면서 자신의 걱정을 해준 타이가를 걱정하게 되고 답답한 마음에 바람을 쐬러 나왔다가. 타이가의 고백장면을 보게된다. 타이가는 키타무라에게 고백하지만 키타무라는 타카스랑 사귀는 것이 아니었냐고 되묻는다 여기서 타이가는 전혀 그런사이가 아니라고 부정하는데 키타무라는 그럼 류지를 싫어하냐고 되묻는다 이때 타이가는 싫어하지는 않는다는 답변을 하게 되고 류지는 그답변을 듣고 마음이 흔들린다. 어쨋든 타이가는 키타무라에게 멋지게 뻥 차이게 되고 류지는 타이가가 차이자 마자 눈앞에 나타나서 일부로본건 아니라며 어떻게 할 것이냐고 묻는다 타이가는 돌아갈것이라며 집으로 향하려하고 류지는 은근슬쩍 밥을 만들어 준다며 따라가려한다. 그런 류지를 타이가는 이러면 또 미노리에게 오해를 받을거라며 이제 넌 내 개(노예)가 아니라고 류지를 떨쳐내려 한다 하지만 류지는 "그래 나는 개가 아니라 용[류]이야 (류지의 이름안에 용(龍[류])자가 들어감.)그러니까 네 곁에 있을 수 있는거야 타이가. 호랑이랑 나란히 설수있는건 예전부터 용이라고 정해져있어 난 용이 되겠어 그래서 용으로서 타이가의 곁에 계속 있겠어"라고 한다. 타이가는 미노리이외의 친구가 이름으로 불러준게 처음이라서 그런건지 자기또래의 남자아이가 이름으로 불러줘서 그런건지 그말에 설레이게 되고 부끄러운지 류지를 걷어차며 배고프니 빨리 집에가자 그리고 아직 포기한게 아니야 라며 류지와 함께 집으로 향한다.
3화
본격적으로 타이가의 야키모찌(질투)가 시작되는 화 등교길에 미노리가 운동장에서 야구부 활동을 하고있는 것을 보며 헤롱대는 류지를 보고 질투하며 눈찌르기를 시전하고 취반기가 고장나서 타이가가 대려간 패밀리 레스토랑에서 아르바이트 하고있는 메이드 복장 미노리를 발견하고 헤벌쭉 거리는 류지를 보고 다시 눈찌르기를 시전하는등 본격적으로 타이가의 질투를 보여준다..(물론 키타무라를 좋아하는 모습도 나온다 키타무라랑 류지를 둘다 좋아하지만 아직 류지보단 키타무라가 차지하는 부분이 훨씬 크다는느낌)그리고 야스코네 가게의 손님인 아저씨의 가게에서 일을 돕게되는데 마노리가 그 가게에서도 아르바이트를 하고있는 것을 발견하게 된다..(아르바이트의 제왕 미노리사마...) 어쨋든 일을돕다가 타이가는 타지도 못하는 자전거 타고 배달을 가게되고 미노리와 류지는 창고에 갇히게 된다 타이가는 배달을 가다가 넘어져서 누워서 풀이죽어있는데 그장면에서 키타무리가 등장해서는 자전거를 탈수있게 됐냐고 묻더니 타이가가 자전거 자신이 자전거를 못타는걸 어떻게 알고있냐고 묻자 작년엔 타이가를 곧잘 관찰했다며 염장질을 해주신다. 그리고 류지는 갇혀있는 도중 미노리가 떠는모습을 감추려는것을 보고 쿠시에다가 언제나 빛나는것처럼 보이는것은 명량하기 때문에 기운차기 때문에 만은 아닐거라고 생각한다. 어쨋든 그렇게 둘이서 창문으로 탈출하기 위해 박스를세우며 플레그도 같이 세워주시는데... 다쌓고 나가려던 찰나에 타이가가 다된밥에 잿밥 뿌려준다..
4화
등교시간이 됐는데도 자고있는 타이가를 깨우기 위해 타이가의 집에간 류지 집에 들른 김에 아침밥까지 차려주는 자상함을 보여준다 그러다 우연히 괴상한 유령 사진집을 발견하게 되는데 타이가 증언으로는 이게 다 키타무라 사진이란다 긴장해서 떨면서 찍어서 그런데나 ... 어쨋든 그리하여 류지가 대신 키타무라의 사진을 찍어주는 화 이다 그 외에도 조회시간에 키타무라가 학생회장에게 귓속말을 하는 것을보고 타이가가 질투해서 학생회장에게 반항하는 내용이나(말리려고 키타무라가 타이가를 들어올리게 되는데 이걸 타이가는 키타무라가 들어줬다고 좋아함.) 같은반의 여자애가 키타무라에게 마루오라고 친한듯이 부른다고 해서 질투하는내용 점심시간에 타이가 류지 키타무라 미노리 4이서 점심을 먹다가 타이가와 류지가 도시락 내용물이 같은걸 들켜서 류지가 도시락 만드는 아르바이트를 한다고 핑계를 댓다가 나중에 미노리랑 키타무라것도 만들어주는걸로 일이 커져 버려서 타이가가 요리를 연습하는 내용(아니 이거 요리연습이라고 해도될까..)키타무라가 사실은 과거에 타이가에게 관심이있었고 고백했다가 1초만에 차였다는 내용등이 나온다. 그리고 중간즈음 류지가 키타무라를 찍은 사진을 코팅해준다고 하자 타이가는 어떤 사진을 코팅할지 고민하다가 결국 정하지 못하고 마지막에 이유를 말하는데 예전에 키타무라가 고백했을 때 봤던 그얼굴을 한번더 보고싶다고 말한다. 그리고 "류지가 누군가가 필요로 해준다는건 타이가에게 무슨의미일까"라며 타이가가 보고싶었던 얼굴은 누군가가 자신을 필요로 해주는 얼굴이었다고 암시해준다.
5화
미노리를 보기위해 죠니즈(미노리가 아르바이트를 하고있는 패밀리 레스토랑)에 가지만 막상 미노리는 없고 우연히 카와시마 아미와 키타무라를 만나게된다. 아미가 나오는 잡지를 보고있었던 류지는 아미가 모델이라는 사실에 놀라고 키타무라의 소꿉친구란 사실에 2번 놀란다. 아미는 이만남에서 엄청난 천연캐릭터를 연기하는데 아미랑의 대화가 부담스러워 잠시 화장실을 가려던 찰나 먼저 화장실에 간다던 키타무라에게 잡혀 타이가와 아미 둘만 남겨졋을 때 아미가 본성을 드러내는 모습을 보게된다. 이때 타이가는 아미가 시비를걸자 모기가있다며 아미에게 불꽃 싸닥션을 날리는데 이때 키타무라가 등장해서 당황하며 키타무라에게 엄청난 양아치녀로 찍혔다고 멘붕에 빠진다.(나중에 류지에게 키타무라가 아미의 본성을 다알고있다는 사실을 듣고는 안심한다.)바로 다음날 같은 학교로 전학온 아미를 보고 타이가는 이빨을 갈게되고 늦은밤 길거리에서 모자를 푹눌러쓰고 엄청난 폭식메뉴를 구매해서 집으로 돌아가는 아미를보고 복수할 수 있는 좋은 기회가 생겼다는 듯한 음흉한 미소를 지으며 끝난다.
6화
스토커에 쫓겨 류지가 다니고있는 학교까지 도망쳐온 아미 하지만 계속된 스토커의 미행에 도망치다 집에 가고있던 류지와 타이가 일행과 마주친다 숨겨달라고 애원하던 아미에게 타이가는 자기집이 고급 세큐리티의 고급맨션이라며 꼬득여서 대려가고는 내쫓기기 싫다면 흉내 내기 메들리 150연발을 하라며 협박하여 강제 흉내내기를 시킨다(이 흉내내기의 내용이 정말 잔인하다 심지어 팔콘도 있다...)그리고 다음날 멘탈이 부숴져 등교한 아미를보고 류지는 타이가에게 대체 무슨일을 시킨거냐며 물었다. 그러자 타이가는 흉내내기 150연발을 시켜줬다며 고소미를 볶는데.그와중에 나타난 키타무라가 아미의 천연연기말고 정말로 아미 본연의 모습을 좋아해줄 친구가 생겼으면 좋겠다며 타이가에게 협력을 요청하고 타이가는 키타무라의 부탁에 헤롱헤롱하여 그냥 수락해버리고만다. 그렇게하여 150연발 흉내내기를 빌미로 강제로 끌고온 아미와 류지 타이가 미노리가 4인 동석 식사를 하게 되는데 이때 아미가 타이가와 류지의 도시락 반찬이 똑같은 것을 알아채고 추긍하자 미노리는 둘이서 어느정도 썸상태인것을 알지만 모른척 해준다는듯한 리액션으로 모른척 딴청피우기 스킬을 시전해주신다. 그리고 타이가는 류지의 반찬을 개틀링건 발사속도로 먹어치우고서는 류지건 김도시락 내건 계란말이랑 볶음도시락 이라며 고집을 부린다. "나..나의 소중한 반찬들이..!"라며 전우들의 죽음을 눈앞에서 맞이한듯한 표정을 짓는 타카스에게 아미는 상냥하게도 미트볼 한점을 나눠준다.그러면서 류지에게 왜이렇게 타이가가 제멋대로 하게 방치하는거냐고 묻는다. 그러자 타이가는 대뜸 끼어들어서 "타이가는 전생에 나의 개엿어" 라고 말하고.거기에 한술더떠서 미노리는 그래 둘은 운명의 상대인거야..!"라며 둘을 애스코트 해준다. 그리고 방과후가 되고 학급위원인 키타무라는 매년있는 학생회의 마을 청소 자원봉사가 오늘있는데 사람이 부족하다며 참가해줄 사람을 구한다고 말한다. 류지는 마음속으로 "오늘은 슈퍼바겐세일이 있는날이라고 미얀하군 파트너."라고 생각하지만 타이가는 강제로 그손을 들어올려 참가시켜버린다.(타이가랑 미노리 아미도 참가한다)그리고 자원봉사에서 청소를 하던도중 개구리를 보고 징그럽다고 본성을 드러내는 아미를 본 류지는 이제 사람들 앞에서 착한척 연기하는 것은 그만둬도 좋지 않냐며 설득하고. 아미는 여기서 류지를 자신의 연기를 모두간파하고 자신의 본모습을 알고도 자신을 신경써주는 특별한 인물로서 인식하게 된다..(사실은 그냥 키타무라가 아미의 본모습을 알려줘서 알게된거나 다름없다... 아미의 착각..)어쩃든 그렇게 설득하던 도중 스토커가 미행해오고 도망치던 아미와 류지는 스토커가 미노리 타이가 일행과 마주치는것을 목격하게 되는데.. 타이거는 스토커에 겁먹고 도망치기는커녕 자신을 요괴라고 했다며 들고있던 쓰레기가 가득찬 쓰레기봉투로 스토커범을 폭행하기 시작한다. 아미는 그장면을 보고는 자기는 저 스토커범에게 쫓겨서 여기까지왔는데 타이가는 용감하게 맞서는 모습을 보고 열등감을 느껴 자존심에 심한 상처를 입었는지 바로 스토킹범을 따라가서 카메라를 발로 짓밟아 버리고 스토커범을 겁줘서 내쫓아버린다. 그리고 따라온 류지에게 무서웠다며 다리에 힘이풀려 쓰러지고. 류지는 그런 아미를 집에 대려온다. 그리고 아미는 타이가의 제멋대로인 행동을 모두 받아주고 자신의 본모습을 알고도 싫어하지 않고 걱정해주는 타카스라면 괜찮을지도 모른다는 생각을 했는지 갑자기 애절한 표정을 지으며 류지에게 자신이 자신의 진정한 모습을 보이면 좋아해줄것이냐고 묻는다 (사실 이타이밍에 타이가가 등장하지 않고 류지가 좋아한다고 대답하는 선택지를 골랏다면 바로 19금전개로 갈분위기로 가득한 장면이다...)하지만 그타이밍에 타이가가 등장하게 되고 그장면을 목격하게 된 타이가는 질투와 멘탈붕괴의 2연타를 당하고 충격에 휩싸여 뛰쳐나가버린다. 그러고는 타이가를 따라온 미노리가 류지 일행을 찾았냐고 묻자 여기엔 오지 않은것 같다며 미노리와 같이 다른곳으로 가버린다.

## 등장인물
※ 성우는 일본어 / 한국어 / 북미판 순
아이사카 타이가 (逢坂 大河 아이사카 다이가[*])
성우: 쿠기미야 리에 / 여민정 / 커샌드라 리 모리스
2학년 C반으로, 류지의 친구. 작은 체격(대외 145 cm, 실제 143.6 cm)과 폭신하고 긴 머리카락 때문에 인형같은 미소녀이지만 마음에 들지 않는 상대에게 가차 없이 공격하는 잔혹하고 극악무도하고 악질적인 성격. 겉모습과 성격 이름 때문에‘미니 타이가’라는 별명을 얻게 된다. 본래는 귀족 아가씨. 소중한 사람을 위해서라면 어떤 일이라도 하는 모습도 있다. 낮은 신장이나 작은 가슴에 열등감을 가지고 있다.(후에 수영장에서 타이가가 유사쿠에게 빈약한 가슴을 보이는게 싫은 것을 알아챈 류지가 타이가를 위해 가슴패드를 만들어 주었고 타이가는 가슴패드를 한 자신의 모습을 보고 "내가 시집갈 때 꼭 갖고 갈 거야"라고 맹세한다.)
입학당시에 유사쿠에게 고백을 받았지만 바로 차 버렸고 그 후 유사쿠를 신경쓰다가 어느새 사랑으로 바뀌었다. 유사쿠 앞에 서면 극도로 긴장하여 언동, 거동이 이상해진다. 류지와 협력하여, 유사쿠와 친구로서의 교제를 하게 된다. 미노리와는 친구로, 동물처럼 미노리에게 달라붙기도 한다.
부모는 상당한 부자지만, 가족 (특히 계모)과의 사이가 나쁘고, 딸보다 계모를 우선시하는 친아버지에게 반항하여 집을 나왔다. 타카스 가 옆의 고급 맨션에서 독신 생활을 하고 있다. 다만 얼빠지고 서투른 탓에 가사는 절대 하지 못하기 때문에 대부분 편의점 음식위주의 식생활을 하고 있다가, 류지를 알게 된 뒤로 생활을 전반 (주로 식사)으로 타카스 가에 의존하고 있다.
류지와의 관계가 커져가는 가운데, 생활뿐만이 아니라 정신적인 면에서도 류지에게 의존하는 것이 높아져서, 스스로도 깨닫지 못하는 동안에 류지에게 매료된다. 후반 크리스마스에 류지의 공백을 느낀 후 류지를 좋아하는 것을 알아차리고 미노리와 류지에서의 갈등에 고민한다.
타카스 류지 (高須 竜児 다카스 류지[*])
성우: 마지마 준지 / 정재헌 / 에릭 스콧 키머러
본 작품의 주인공. 2학년 C반. 16세. 혈액형은 A형. 눈매가 상당히 날카로워(사백안), 첫 대면 때엔 누구나 불량아로 착각하게 된다. 본인도 그것에 질려서 눈초리를 숨기기 위해 앞머리를 모으는 버릇이 있다. 부친으로부터의 유전이지만, 부친과 닮았다는 것을 마음속으로 싫어하고 있다. 외모와는 달리 싸움은커녕 격렬한 언쟁조차 거의 해본 적이 없는 온후한 성격. 모자 가정이지만, 모친인 야스코가 가사를 전혀 할 수 없기 때문에, 요리나 재봉 등의 가사에 능하며 청소에 강한 집착을 보여 곰팡이나 더러워진 방엔 비정상적일 정도로 반응한다. 타카스봉이라고 부르는 직접 제작한 청소용 소품을 가지고 다니는데 이물건에 대한 상당한 자부심을 가지고있다. 타카스 가의 가계를 관리하고 있는데 헛됨이나 낭비를 싫어한다. 실질적인 야스코의 보호자. 취미는 해외 인테리어 잡지를 읽는 것.
독신 생활중이지만 가사 능력이 전혀 없는 타이가를 내버려 둘 수 없게 된 류지는, 식사나 청소 등의 가사일을 도와주고 있다. 연애에 대해서도 류지가 미노리를 좋아하는 것을 타이가에게 협력받게 되어, 집에서도 학교에서도 류지와 타이가의 상관 관계가 커져 갔다. 류지는 복잡한 가정 문제를 겪는 타이가를 진심으로 걱정하는 심경 변화가 나타난다.
일부 학생들 사이에서는 미노리와 함께 〈미니 타이거〉를 제지하는 드문 인물이라고 불린다. 본인 가라사대 머더 콤플렉스이다. 학력은 상위 클래스.
만화 작품에서는 머리 모양 등의 외관이 보다 소프트한 인상으로 변경되어 원작·코믹·애니메이션에서 각각 외관이 다르다.
쿠시에다 미노리 (櫛枝 実乃梨 구시에다 미노리[*])
성우: 호리에 유이 / 김현지 / 크리스틴 마리 카바노스
2학년 C반. 타이가의 친구로, 애칭은 ‘미노링’. 웃는 얼굴도 눈부신 명랑 쾌활한 소녀. 어조가 갑자기 바뀌는 등 회화에 다양한 말을 혼합하는 버릇이 있다. 약간 아버지 같은 언동을 보이기도 하여 류지의 환상을 부수기도 한다. 신체능력은 높고, 여자 소프트볼부 부장을 맡고 있으며, '우투좌타'이다. 유사쿠가 남자 소프트볼 부장을 물러나고 나선 겸임을 하게 된다. 아르바이트를 여러 개 하고 있으며, 그 이유는 재능은 있어도 여자가 야구를 한다는 거에 반대하는 부모님때문에 자기가 직접 돈을 벌어서 대학비를 마련하기 위함이다. 꿈은 소프트볼 일본 대표로 체육 대학에 진학하고 싶어 한다. 맞벌이의 부모님과 고교 야구소년의 남동생이 있다. 잘 먹지만, 여자 아이답게 〈다이어트 전사〉의 일원이다. 류지나 친구들에게 태양이라고 평가받는 쾌활한 성격. 마지막엔 지금까지 모았던 아르바이트비를 류지와 타이가를 위해 주는 인정많고 대범한 면모도 있다. 타이가가 진지한 표정을 보이거나 우울해 할 때는 매우 침체되기도 한다.
후에 크리스마스에 류지가 없으면 안되는 타이가를 본 후 류지를 좋아함에도 불과하고 류지를 차 버린다(정확히는 고백하지마라는 형식이였다). 하지만 마지막에 도망친 타이가를 찾으면서 자기도 류지를 좋아하여 양보하지 않을 거라고 소리친다. 그러나 마지막에 류지를 떠나보내고 그 슬픔을 참지못해 울게 되는데 그 때 한 말이 "복도에서 넘어지면 코피가 나지만 인생에서 넘어지면 눈물이 나"였다.
키타무라 유사쿠 (北村 祐作)
성우: 노지마 히로후미 / 장민혁 / 조니 용 보시
2학년 C반. 류지의 친구. 학생회 부회장이며 반 위원장에다가 남자 소프트볼 부장. 스미레가 유학을 간 뒤엔 학생회 회장이 되어 소프트볼 부장 자리에서 물러난다. 안경을 걸친 용모에 성실한 생활태도, 상쾌하면서 조금 어긋난 성격이 ‘치비 마루코짱’의 마루오군을 닮아 ‘마루오’라는 별명을 얻게 되었다. 여성과 이야기하는 것이 골칫거리라고 스스로 말하지만, 같은 반의 여자들과 자연스레 대화하는 점은 류지가 부러워하고 있다. 교칙 위반이지만 자동차 이륜 면허를 소지중. 작품 내에서, 남의 앞에서 알몸이 되는 묘사가 종종 있어서 일부 남학생에게 나체족 취급당한다.
타이가에게 고백한 적도 있지만 거절당한다. 그 후, 학생회장인 카노 스미레에게 강한 동경을 품고 학생회 부회장직을 맡았었다.
카와시마 아미 (川嶋 亜美 가와시마 아미[*])
성우: 키타무라 에리 / 한수림 / 에리카 할래커
유사쿠의 소꿉친구. 1학기 도중에 2학년 C반으로 전학온 미소녀. 신장 165 cm · 체중 45kg. 모델을 하고 있었지만, 스토커 문제로 전학 후에는 일시 휴업하고 있다. 미모와 스타일 유지 관리에 철저하다. 성격은 겉으론 상냥하지만, 어디까지나 영업용 성격으로 실제로는 거만하고 강력한 독설을 날린다. 타이가와의 첫 대면에서 본성을 드러냈지만, 타이가의 반격으로 인해 이후에 둘은 원수 사이가 되었다. 그러는 한편, 타이가의 꾸밈 없는 성격을 부러워하고 있다. 자신의 이면성에 대해 긍정과 부정의 틈에서 흔들려, 외로움과 갈등에 고민하는 사춘기 여고생다운 면이 있다. 자동판매기 옆 구석에서 혼자 주스를 마시는 등 의외의 모습도 보인다. 개구리를 매우 싫어한다.
후에 "가족놀이는 그만하지?"등 류지와 타이가 그리고 미노리에게 심경변화를 깨우쳐 주려 한다. 그러나 정작 자신은 류지에게 좋아한다는 감정을 솔직하게 말하지 못하고 자신과 같은 미노리를 보며 답답함을 느껴 미노리와 큰 갈등을 겪게 된다.
노토 히사미츠 (能登 久光 노토 히사미쓰[*])
성우: 오키츠 카즈유키 / 임경명 / 제이슨 베이커
2학년 C반. 검은 안경을 쓴다. 1학년 때부터 류지와 같은 반이라 사이가 좋다. 하루타와 함께 아미 팬의 한 명. 국어 성적이 우수해서 장래에는 문필 활동을 생각하고 있다.
하루타 코지 (春田 浩次 하루타 고지[*])
성우: 요시노 히로유키 / 류승곤 / 브라이언 비콕
2학년 C반. 스핀오프 〈봄이 되면 군마에 가자!〉의 주인공이기도 하다. 경박할 것 같은 장발이 특징. 2학년이 되고 금방 류지의 친구가 된다. 재치가 좋고 상냥하지만, 성적은 나쁘고, 〈all〉의 철자를 〈arl〉이라고 쓰는 등 부정 입학의 혐의를 받기도 한다. 클래스메이트들은 〈바보〉 〈바보 장발〉등으로 부르고 있다. 그렇지만 문화제에서는 시나리오 작성으로 클래스에 공헌한다. 친가는 실내 인테리어 장인.
키하라 마야 (木原 麻耶 기하라 마야[*])
성우: 노나카 아이 / 이명선 / 멜라 리
2학년 C반. 아미나 나나코와 함께 눈에 띄는 그룹의 일각. 활발하지만 실은 남녀 교제의 경험이 없다는 소문도 있다. 키타무라와는 1학년부터 아는 사이로 호의를 갖고 있어 타이가를 라이벌로 생각한다. 약간 자기중심적인 성격. 키타무라를 치비 마루코쨩에 나오는 마루오를 닮았다고 하여 그렇게 부르고 있다.
카시이 나나코 (香椎 奈々子 가시 나나코[*])
성우: 이시카와 모모코 / 양정화 / 캐런 스트래스먼
2학년 C반. 입가에 점이 있는 것이 특징. 아미나 마야와 함께 있을 때가 많다. 아미나 마야와는 대조적으로 온후한 성격. 가족은 편부모로, 타이가의 가정환경을 동정하고 있다. 겨울까지는 〈카시이〉라고 불렸지만, 7권에서는 히사미츠와 코지로부터 〈나나코 님〉이라고 불리게 된다.
카노 스미레 (狩野 すみれ)
성우: 카이다 유코 / 이명선 / 웬디 리
3학년. 항상 성적 톱을 지키고 있는 여학생 회장. 특별우대생. 또 검도와 합기도의 유단자로, 시력도 측정 못할 정도로 좋다고 하는 초인급. 일본 전통 요조숙녀의 용모에도 불구하고 매우 강한 여자로, 두목기질의 언동 때문에 학생들은 〈형님〉, 〈카노 자매의 오빠〉 등으로 부르고 있다. 친가는 지역에 오래된 슈퍼마켓 〈카노 가게〉이지만, 스미레의 수험기에 실적 부진에 빠진 것 때문에, 주위의 반대를 무릅쓰고 수업료 면제의 특별 우대생 대우를 제시한 현재의 고등학교에 입학했다. 트라우마가 있어서 뱀을 매우 싫어한다. 알코올에 몹시 약하다.
토미이에 코우타 (富家 幸太 도미이에 고타[*])
성우: 오카모토 노부히코
1학년. 스핀오프 〈행복의 미니 타이거 전설〉·〈행복의 벚꽃 색 토네이도〉의 주인공. 생도회 서무. 이름과는 정반대로 선천적인 불행 체질로, 중요한 순간에는 불행한 사고에 휩쓸린다. 반대로 본인이 행복한 상태면, 왠지 가족·친구 등 주위의 사람들에게 불행이 방문한다. 사고 때문에 시험이나 수업을 받을 수 없게 되는 일이 있지만 성적은 좋다. 어느 계기로 사쿠라와 만나 사랑에 빠졌다.
애니메이션에서는 첫 등장시부터 사쿠라와 교제하고 있는 설정이다.
카노 사쿠라 (狩野 さくら 가노 사쿠라[*])
성우: 아스미 카나
1학년. 스미레의 여동생으로, 언니를 동경해 노력 끝에 같은 고등학교에 입학하지만, 입학 후에 성적이 떨어져서 1학기의 중간 고사로 전과목 낙제점을 받아 버린다. 그때 토미이에 코우타가 공부를 도와주면서 그의 행동에 매료된다. 본인은 모르지만 풍만한 몸집에서 요염함을 자아내고 있어서, 언니에게 〈에로이 여동생〉등으로 불린다. 스미레와 같이 뱀을 싫어한다.
타카스 야스코 (高須 泰子 다카스 야스코[*])
성우: 오하라 사야카 / 양정화 / 캐런 스트래스먼
류지의 모친. 남편이 소식을 끊고 난 뒤론 아들인 류지와 둘이서 생활하고 있다. 미라노(魅羅乃)라는 가명으로 술집에서 일하고 있다. 가사 능력이 전혀 없기 때문에 류지에게 맡긴 채 생활하고 있다. 타이가를 마음에 들어해 이미 가족의 일원으로 생각한다.
자칭 〈영원의 23세〉(실제 나이 33세) 충분한 수면만 취하면 연령에 알맞지 않은 이상하게 젊은 피부를 자랑하는 한편, 일정시간의 수면을 얻을 수 없으면 피부 연령이 급격하게 쇠약해지기 때문에, 수면을 방해하면 딴사람이 된다. 거유(F컵). 16세에 류지를 임신. 아득한 연상의 야쿠자와 사랑의 도피와 다름없게 집을 나와서 친가와의 관계는 거의 단절되었다.
류지만큼은 학문으로 대성해 주기를 바라고 있어, 제대로 진학시켜 주고 싶다는 마음이 강하다.
코이가쿠보 유리 (恋ヶ窪 ゆり 고이가쿠보 유리[*])
성우: 타나카 리에 / 이영란 / 엘리자베스 토머스
2학년 C반의 담임. 스핀오프 〈선생님의 취향〉의 주인공이기도 하다. 등장시는 29세의 독신으로 곧 삼십을 맞이하려고 했다. 미묘하게 마이 페이스로 분위기를 파악하지 못하고, 게다가 심약하기 때문에 타이가에게 강한 말을 할 수 없다. 20대에 결혼하려고 서두른 나머지 여기저기에 모션을 걸고 있었지만 그 노력은 결실을 보지 못하고, 5권의 시점(9월)에서 30세가 되었다. 결혼이나 애인이 생길만한 계기가 올 때마다 알기 쉬울 정도로 멋을 부리거나 하는 경향이 있다. 그러나 교사로서의 일, 책무는 빈틈없이 해내는 인물이다.
독신인 것에 뭔가 고정 관념이 있는 것 같아서, 이따금 장독(瘴毒)에 가까운 〈무언가〉를 발하고 학생들을 위축되게 한다. 이야기가 진행될 때마다 독신이나 연령이 새삼스럽게 강조되어, 학생들로부터 〈독신!〉이나 〈삼십!〉 등으로 불린다.
대졸 후 곧바로 교직에 종사한 것 같고, 당시는 부담임이었다. 또 그 무렵 교제해 4년의 연인이 있었지만, 서로의 생활에 타협이 되지 않아 헤어지게 된다.
잉꼬 (インコちゃん 인코찬[*])
성우: 고토 사오리 / 이영란
류지가 기르고 있는 못생긴 잉꼬. 류지가 알에서 부화시켜 소중히 하고 있다. 자신의 이름은 잘 말할 수 없지만, 다른 말은 생각보다 유창하게 발음한다. 사람의 말을 알아듣는 듯한 타이밍에 말참견하는 일이 있다.

## 발매 정보
- 미디어웍스 - 전격문고
  - 토라도라! 1권 (2006년 3월 10일 발매, ISBN 4-8402-3353-5)
  - 토라도라! 2권 (2006년 5월 10일 발매, ISBN 4-8402-3438-8)
    - 토라도라 스핀오프! 행복의 미니 타이거 전설(토라도라! 2권에 포함)

  - 토라도라! 3권 (2006년 9월 10일 발매, ISBN 4-8402-3551-1)
  - 토라도라! 4권 (2007년 1월 10일 발매, ISBN 978-4-8402-3681-2)
  - 토라도라! 5권 (2007년 8월 10일 발매, ISBN 978-4-8402-3932-5)
  - 토라도라! 6권 (2007년 12월 10일 발매, ISBN 978-4-8402-4117-5)
  - 토라도라! 7권 (2008년 4월 10일 발매, ISBN 978-4-04-867019-7)
  - 토라도라! 8권 (2008년 8월 10일 발매,ISBN 978-4-04-867170-5)
  - 토라도라! 9권 (2008년 10월 10일 발매, ISBN 978-4-04-867265-8)
  - 토라도라! 10권 (2009년 3월 10일 발매, ISBN 978-4-04-867593-2)
  - 토라도라 스핀오프! 행복의 벚꽃 색 토네이도 (2007년 5월 10일 발매, ISBN 978-4-8402-3838-0)
  - 토라도라 스핀오프2! 호랑이, 살찌는 가을 (2009년 1월 10일 발매, ISBN 978-4-04-867459-1)
  - 토라도라 스핀오프3! 내 도시락을 봐 줘 (2010년 4월 10일 발매, ISBN 978-4-04-868456-9)

- 학산문화사 - 익스트림 노벨
  - 토라도라! 1권 (2008년 1월 7일 발매, ISBN 978-89-529-9577-3)
  - 토라도라! 2권 (2008년 2월 7일 발매, ISBN 978-89-529-9579-7)
    - 토라도라 스핀오프! 행복의 미니 타이거 전설(토라도라! 2권에 포함)

  - 토라도라! 3권 (2008년 3월 7일 발매, ISBN 978-89-529-9580-3)
  - 토라도라! 4권 (2008년 5월 7일 발매, ISBN 978-89-258-0771-3)
  - 토라도라! 5권 (2008년 7월 7일 발매, ISBN 978-89-258-0772-0)
  - 토라도라! 6권 (2008년 11월 7일 발매, ISBN 978-89-258-0917-5)
  - 토라도라! 7권 (2009년 1월 7일 발매, ISBN 978-89-258-0918-2)
  - 토라도라! 8권 (2009년 4월 7일 발매, ISBN 978-89-258-2938-8)
  - 토라도라! 9권 (2009년 6월 7일 발매, ISBN 978-89-258-2939-5)
  - 토라도라! 10권 (2009년 9월 7일 발매, ISBN 978-89-258-2940-1)
  - 토라도라 스핀오프! 행복은 벚꽃 색 토네이도 (2008년 9월 7일 발매, ISBN 978-89-258-1791-0)
  - 토라도라 스핀오프2! 호랑이가 살찌는 가을 (2009년 7월 7일 발매, ISBN 978-89-258-2941-8)

## 인터넷 라디오
2008년 9월 4일부터 애니메이트 TV에서 라디오 《토라도라디오!》(とらドラジオ！) 방송 개시.

## 애니메이션
전격 문고 MAGAZINE 2008년 5월호에서 애니화 소식이 발표되었다. 그해 10월부터 방영 개시.

### 스태프
- 원작: 타케미야 유유코
- 원작 일러스트: 야스
- 감독: 나가이 타츠유키
- 시리즈 구성: 오카다 마리
- 캐릭터 디자인: 다나카 마사요시
- 플롯 디자인: 히야미즈 유키에
- 미술 감독: 시바타 지카코
- 색채 설계: 이시다 미유키
- 촬영 감독: 구로자와 유타카
- 음향 감독: 아케타카와 진
- 음악: 하시모토 유카리
- 음악 제작: 스타 차일드 레코드
- 배경: 스튜디오 카논
- 기획: 오쓰키 도시미치, 오사와 노부히로, 고토 야스히코
- 애니메이션 프로듀서: 오하시 마사오
- 애니메이션 제작: J.C.STAFF
- 프로듀스: GENCO
- 제작 :〈토라도라!〉제작 위원회
- 방영일: 2008년 10월 ~ 2009년 3월

### 주제가

#### 여는 곡
※1화, 25화는 여는 곡 없음
〈Pre-Parade〉(プレパレード) (2화~16화)
노래: 쿠기미야 리에, 호리에 유이, 키타무라 에리
작사: 와타나베 아키코(渡邊 亜希子)
작곡: 오쿠보 가오루(大久保 薫)
편곡: 스즈키 미쓰토(鈴木 光人)
〈silky heart〉(17화~24화)
노래: 호리에 유이
작사: Satomi
작곡: 후지스에 미키(藤末 樹)
편곡: 가와구치 게이타(川口 圭太)

#### 닫는 곡
〈Vanilla Salt〉(バニラソルト) (1화~16화)
노래: 호리에 유이
작사: Satomi
작곡: Funta7
편곡: 나카쓰카 다케시(中塚 武)
〈Orange〉(オレンジ) (17~18화・20화~25화)
노래: 쿠기미야 리에, 호리에 유이, 키타무라 에리
작사: 와타나베 아키코 (渡邊 亜希子)
작곡: Funta3
편곡: 하시모토 유카리(橋本 由香利)
(※ 21화는 풀버전 편집, 24화, 25화는 2절 부분 사용)
〈Holy Night〉(ホーリーナイト) (19화)
노래: 쿠기미야 리에, 키타무라 에리
작사: 오카다 마리(岡田 麿里)
작곡: 하시모토 유카리
편곡: 하시모토 유카리

### 방영 목록
| 화수 | 부제 (원제/풀이)           | 부제 (원제/풀이)             | 각본                      | 그림 콘티                     | 연출              | 작화 감독                                                       | 총작화 감독                     | 원작 수록        |
| ---- | -------------------------- | ---------------------------- | ------------------------- | ----------------------------- | ----------------- | --------------------------------------------------------------- | ------------------------------- | ---------------- |
| 1    | 虎と竜                     | 호랑이와 용                  | 오카다 마리               | 나가이 타츠유키               | 나가이 타츠유키   | 타나카 마사요시                                                 | -                               | 1권              |
| 2    | 竜児と大河                 | 류지와 타이가                | 오카다 마리               | 카사이 켄이치                 | 카사이 켄이치     | 미야가와 치에코                                                 | 시타야 토모유키                 | 1권              |
| 3    | 君の歌                     | 너의 노래                    | 오카다 마리               | 타카다 코이치                 | 쿠보야마 에이이치 | 후루카와 히로유키                                               | 타나카 마사요시                 | 오리지널         |
| 4    | あのときの顔               | 그때의 얼굴                  | 오카다 마리               | 이데 야스노리                 | 사쿠라비 카츠시   | 토미오카 히로시                                                 | 시타야 토모유키                 | 오리지널         |
| 5    | かわしまあみ               | 카와시마 아미                | 히구치 타츠토             | 恵 瑛太                       | 아사노 카츠야     | 오오츠카 마이                                                   | 타나카 마사요시                 | 2권              |
| 6    | ほんとの自分               | 진정한 자신                  | 오카다 마리               | 나카무라 마모루               | 야마자키 시게루   | 츠즈쿠 류지 시게마츠 신이치                                     | 시타야 토모유키                 | 2권              |
| 7    | プールびらき               | 수영장 개방                  | 오카자키 준코             | 코마이 카즈야                 | 아오이 사요       | 야마구치 사토시                                                 | 타나카 마사요시                 | 3권              |
| 8    | だれのため                 | 누구를 위해                  | 오카자키 준코 오카다 마리 | 오오하라 미노루               | 이시다 토오루     | 우치하라 시게루 오자와 카오루                                   | 시타야 토모유키                 | 3권              |
| 9    | 海にいこうと君は           | 바다에 가려고 그대는         | 히구치 타츠토             | 恵 瑛太                       | 사쿠라비 카츠시   | 오오키 료이치                                                   | 타나카 마사요시                 | 4권              |
| 10   | 花火                       | 불꽃                         | 히구치 타츠토             | 카사이 켄이치 타카다 코이치   | 카사이 켄이치     | 미야시타 유지 모토무라 코이치                                   | 시타야 토모유키                 | 4권              |
| 11   | 大橋高校文化祭【前編】     | 오오하시 고교 축제 (전편)    | 요코타니 마사히로         | 타카다 코이치                 | 하시모토 토시카즈 | 이카이 카즈유키 카와노 미노루                                   | 타나카 마사요시                 | 5권              |
| 12   | 大橋高校文化祭【中編】     | 오오하시 고교 축제 (중편)    | 오카다 마리               | 코마이 카즈야                 | 타카시마 다이스케 | 허재선 토미오카 히로시                                          | 시타야 토모유키                 | 5권              |
| 13   | 大橋高校文化祭【後編】     | 오오하시 고교 축제 (후편)    | 오카다 마리               | 시모다 마사미                 | 오타니 마사히토   | 카이도 히로유키 이와쿠라 카즈노리 야나기 신스케                 | 타나카 마사요시                 | 5권              |
| 14   | しあわせの手乗りタイガー   | 행복의 미니 타이거           | 오카다 마리               | 나가이 타츠유키               | 미키 토시아키     | 오오노 츠토무 스기후지 사유리                                   | 카와다 츠요시                   | 2권·6권오리지널  |
| 15   | 星は、遠く                 | 별은, 저 멀리                | 히구치 타츠토             | 恵 瑛太                       | 이시다 토오루     | 오오키 료이치                                                   | 타나카 마사요시                 | 6권              |
| 16   | 踏み出す一歩               | 내딛는 한 걸음               | 히구치 타츠토             | 야마모토 히데요               | 사쿠라비 카츠시   | 우치하라 시게루 미야시타 유지 나카야마 유미 누마타 세이야       | 시타야 토모유키 타나카 마사요시 | 6권              |
| 17   | クリスマスに水星は逆行する | 크리스마스에 수성은 역행한다 | 요코타니 마사히로         | 스즈키 요헤이                 | 스즈키 요헤이     | 이와쿠라 카즈노리 오오츠카 마이                                 | 타나카 마사요시                 | 7권              |
| 18   | もみの木の下で             | 전나무 아래에서              | 요코타니 마사히로         | 오오하타 키요타카             | 타카시마 다이스케 | 미야시타 유지 나카야마 유미                                     | 시타야 토모유키                 | 7권              |
| 19   | 聖夜祭                     | 성야제                       | 요코타니 마사히로         | 카사이 켄이치 나가이 타츠유키 | 카사이 켄이치     | 키노시타 스미에 아카이 토시후미 카이도 히로유키 오치아이 히토미 | 타나카 마사요시                 | 7권              |
| 20   | ずっと、このまま           | 계속, 이대로                 | 히구치 타츠토             | 야마모토 히데요               | 사이토 노리아키   | 야마카와 코지                                                   | 이와쿠라 카즈노리               | 8권              |
| 21   | どうしたって               | 어떻게 해봐도                | 요코타니 마사히로         | 타카다 코이치                 | 아오이 사요       | 오오키 료이치 누마타 세이야 카와다 츠요시                       | 타나카 마사요시                 | 8권              |
| 22   | 君のいる景色               | 네가 있는 풍경               | 오카다 마리               | 니헤이 유이치                 | 이시다 토오루     | 우치하라 시게루 키시모토 세이지                                 | 이와쿠라 카즈노리               | 9권              |
| 23   | 進むべき道                 | 나아가야 할 길               | 오카다 마리               | 스즈키 요헤이                 | 스즈키 요헤이     | 모토무라 코이치 토미오카 히로시 타나카 마사요시                 | 타나카 마사요시                 | 9권              |
| 24   | 告白                       | 고백                         | 오카다 마리               | 사토 타쿠야                   | 사쿠라비 카츠시   | 오치아이 히토미 나카야마 유미                                   | 오치아이 히토미                 | 9권·10권오리지널 |
| 25   | とらドラ！                 | 토라도라!                    | 오카다 마리               | 나가이 타츠유키               | 나가이 타츠유키   | 타나카 마사요시 이와쿠라 카즈노리                               | 타나카 마사요시                 | 10권오리지널     |
| OVA  | 弁当の極意                 | 도시락 오의                  | 오카다 마리               | 나가이 타츠유키               | 나가이 타츠유키   | 타나카 마사요시                                                 | -                               |                  |

### 방송국
| 방송 지역           | 방송국        | 방송 기간                         | 방송 일시            | 방송 구분    |
| ------------------- | ------------- | --------------------------------- | -------------------- | ------------ |
| 관동 광역권         | TV 도쿄       | 2008년 10월 1일 - 2009년 3월 25일 | 수요일 25:20 - 25:50 | TXN          |
| 오사카부            | TV 오사카     | 2008년 10월 1일 - 2009년 3월 25일 | 수요일 25:20 - 25:50 | TXN          |
| 아이치현            | TV 아이치     | 2008년 10월 1일 - 2009년 3월 25일 | 수요일 25:28 - 25:58 | TXN          |
| 후쿠오카현          | TVQ 규슈 방송 | 2008년 10월 5일 - 2009년 3월 29일 | 일요일 26:30 - 27:00 | TXN          |
| 홋카이도            | TV 홋카이도   | 2008년 10월 6일 - 2009년 3월 30일 | 월요일 25:30 - 26:00 | TXN          |
| 오카야마현·가가와현 | TV 세토우치   | 2008년 10월 8일 - 2009년 4월 1일  | 수요일 25:48 - 26:18 | TXN          |
| 일본 전국           | AT-X          | 2008년 10월 17일 - 2009년 4월 3일 | 금요일 11:30 - 12:00 | CS채널       |
| 가고시마현          | 가고시마 TV   | 2009년 2월 26일 - 2009년 8월 20일 | 목요일 26:10 - 26:40 | 후지 TV 계열 |

## 라디오 CD
- 토라도라! Drama CD Vol.1 (2008년 12월 25일 발매)
  - 오리지널 스토리를 수록한 드라마 CD. 첫회 특전은 보너스 트랙에 수록된 성우 토크.
- 토라도라! Drama CD Vol.2 (2009년 1월 21일 발매 )
  - 오리지널 스토리를 수록한 드라마 CD. 첫회 특전은 보너스 트랙에 수록된 성우 토크.
- 토라도라! Drama CD Vol.3 (2009년 3월 25일 발매 )
  - 오리지널 스토리를 수록한 드라마 CD. 첫회 특전은 보너스 트랙에 수록된 성우 토크.

## 게임
2009년 반다이 남코 게임즈에서 플레이스테이션 포터블용 소프트로 4/30일에 발매. 개발사는 가이즈웨어. 장르는 어드벤처 게임이다.

### 줄거리
주인공 '타카스 류지'는 병원에서 깨어난 후 기억상실증에 걸린다. 그래서 주변 친구들의 도움을 받아 기억을 찾으려고 한다.

### 미니게임
클리어 후의 특전으로, 플레이어가 타이가의 입장이 되어서 등교길을 막고 방해하는 적들을 통과하는 게임이다.